# ショアイブ・アクタール
ショアイブ・アクタール（英: Shoaib Akhtar、1975年8月13日 - ）は、パキスタン・ラーワルピンディー出身の元プロクリケット選手。元パキスタン代表。ポジションはボウラー（投手）。パキスタン屈指のクリケット選手の一人。
「ラワルピンディ・エクスプレス」の愛称で親しまれ、投球時の速度が時速161.3㎞（時速100.23マイル）であった。そして、世界記録を持っている。1997年11月にテスト・クリケットにてパキスタン代表の開幕ファーストボウラーとしてデビュー、3か月後にはODIに出場した。2011年頃にクリケット界から引退。
引退後は自身のYoutubeチャンネルを立ち上げ、そこで自身の意見を共有したり、ファンと交流したり、現在および過去のスポーツ界の有名人と話したりしている。2023年8月時点で、約372万人の登録者がいる。また。2014年11月11日にルバブ・カーンと結婚し、2人の男の子と1の女の子の父である。